# Милан Јеловац
Милан Јеловац (Пљевља, 6. август 1993) црногорски је фудбалски голман који тренутно наступа за Спартак из Суботице.

## Трофеји, награде и признања
Рудар Пљевља
- Прва лига Црне Горе : 2014/15.[8]